# Joseph Morgan
Joseph Morgan, född 16 maj 1981 i London, är en brittisk skådespelare som är känd för sin roll som Niklaus "Klaus" Mikaelson, en av de ursprungliga vampyrerna i TV-serien The Vampire Diaries och dess spinoff The Originals.

## Biografi

### Uppväxt
Joseph Morgan föddes i London, men är uppväxt i Swansea där han bodde under elva år. Han var elev på Morriston grundskola och sedan gick han en BTEC Performing Arts-kurs på Gorseinons college, idag Gower College Swansea, innan han flyttade till London för att studera vid Central School of Speech and Drama.

### Karriär
Morgan medverkade i Sky Ones tv-serie Hex i rollen som Troy och han har haft stödjande roller i filmer som Alexander och Master and Commander - Bortom världens ände och i BBC2 miniserien The Line of Beauty. Han har även framträtt i tv-serierna Doc Martin och Casualty och han spelade rollen som William i tv-filmen Mansfield Park, där Billie Piper spelade huvudrollen som Fanny Price. Under 2010 spelade han titelrollen i miniserien Ben Hur, som först visades på CBC i Kanada den 4 april 2010 och sedan på ABC i Amerika. 
BuddyTV rangordnade honom som nummer 84 på sin lista över de 100 sexigaste männen på tv år 2011.
Joseph Morgans mest kända roll är den som Niklaus "Klaus" Mikaelson, en av de ursprungliga vampyrerna/ Ursprungliga Hybriden i TV-serien The Vampire Diaries och spinoffen The Originals.

## Filmografi (urval)
| År        | Film                                        | Roll                                  |
| --------- | ------------------------------------------- | ------------------------------------- |
| 2003      | Eroica                                      | Matthias                              |
| 2003      | Henry VIII (TV-serie)                       | Thomas Culpepper                      |
| 2003      | Master and Commander - Bortom världens ände | William Warley, kapten över Mizzentop |
| 2004      | Hex (TV-serie)                              | Troy                                  |
| 2004      | Alexander                                   | Philotas                              |
| 2005      | William and Mary (TV-serie)                 | Callum                                |
| 2006      | Kenneth Williams: Fantabulosa!              | Alfie                                 |
| 2006      | The Line of Beauty (TV-serie)               | Jasper                                |
| 2007      | Mansfield Park                              | William Price                         |
| 2007      | Mister Lonely                               | James Dean                            |
| 2007      | Silent Witness (TV-serie)                   | Matthew Williams                      |
| 2007      | Doc Martin (TV-serie)                       | Mick Mabley                           |
| 2008-2009 | Casualty (TV-serie)                         | Tony / Tony Reece                     |
| 2010      | Ben Hur (TV-serie)                          | Judah Ben-Hur                         |
| 2011-nu   | The Vampire Diaries (TV-serie)              | Klaus / Niklaus Mikaelson             |
| 2011      | Angels Crest                                | Rusty                                 |
| 2011      | Immortals                                   | Lysander                              |
| 2012      | The Grind                                   | Paul                                  |
| 2013      | Open Grave                                  | Nathan                                |
| 2013      | Warhouse                                    | A.J. Budd                             |
| 2013-nu   | The Originals (TV-serie)                    | Klaus/Niklaus Mikaelson               |
| 2014      | 500 Miles North                             | James Hogg                            |

## Priser
| År   | Pris               | Kategori          | Serie               |
| ---- | ------------------ | ----------------- | ------------------- |
| 2011 | Teen Choice Awards | Choice TV Villain | The vampire diaries |
| 2012 | Teen Choice Awards | Choice TV Villain | The vampire diaries |